# 今駒憲二
今駒 憲二（いまこま けんじ、1965年5月3日 - ）は、神奈川県出身の元ラグビー選手。

## 来歴
現役時代のポジションはセンター(CTB)。
生田高校を経て早稲田大学教育学部に進学。同大学のラグビー部で活動し、早明戦は、1987年に行われた雪の早明戦と称された一戦を含め、2年時より3年連続で出場。1987年度、第24回全国大学ラグビーフットボール選手権大会及び第25回日本ラグビーフットボール選手権大会（以下、日本選手権）で、早稲田日本一のフィフティーンとして名を連ねた。
1988年、サントリー（後のサントリーサンゴリアス）に加入。同年、日本代表に選出されキャップ2を獲得した。またサントリーでは、1995年度の第48回全国社会人ラグビーフットボール大会及び第33回日本選手権で、同チーム同大会初優勝の一員として名を連ねた。
2012年、母校・早稲田大学のスキルコーチに就任した。